# Рейнис, Янис
Янис Рейнис (латыш. Jānis Reinis; 13 декабря 1960, Обяляй, Рокишкский район, Литовская ССР, СССР — 26 августа 2016, Рига, Латвия) — советский и латвийский актёр театра и кино.

## Биография
Работал в театре «Дайлес». С 1983 года играл в Латвийском Национальном театре до ухода из театра в 2010-х годах из-за проблем с алкоголизмом.
В 1990-е годы занимался бизнесом, владел магазином игрушек.
Снимался во многих фильмах, сыграл главные роли в кинокартинах «Стражи Риги» и «Страшное лето», в сериалах «Душечка Моника» и «Инспектор Граудс». Работал в скетч-шоу «Анекдот-шоу», снимался в рекламных роликах. Был одним из самых талантливых актёров Латвии своего поколения.

## Фильмография
1. 1986 — Тройной прыжок «Пантеры» (Казахфильм) — Густав, диверсант «Иван»
2. 1987 — Если мы все это перенесем... (латыш. Ja mēs visu to pārcietīsim) — Янис Робежниекс
3. 1988 — Виктория (латыш. Viktorija) — Юханес
4. 1990 — Семья Зитаров (латыш. Zītaru dzimta) — Микелис Галдыньш
5. 1991 — Времена землемеров (латыш. Mērnieku laiki)
6. 1998—2000 — Страшное лето (латыш. Baiga vasara) — Карлис, друг и коллега Роберта
7. 1999 — Душечка Моника (латыш. Sirdsmīļā Monika) — Роберт
8. 2003 — Инспектор Граудс (латыш. Inspektors Grauds) — Болеслав Ципскис
9. 2004—2007 — Стражи Риги (латыш. Rīgas sargi) — Мартиньш
10. 2012 — Гольфстрим под айсбергом (Латвия, Мальта, Австрия, Россия) — ветеринар